# 100 let Železničarske godbe Zidani most
100 let Železničarske godbe Zidani most je album Železničarske godbe Zidani most, ki je izšel na glasbeni CD plošči leta 2002 pri Založbi kaset in plošč RTV Slovenija.

## O albumu
Album je izšel ob stoletnici godbe.
Priložena mu je zgibanka s kratko predstavitvijo ansambla.

## Seznam posnetkov
| CD              | CD                                                        | CD                   | CD                           | CD              | CD      |
| Št.             | Naslov                                                    | Besedilo             | Glasba                       | Priredba        | Dolžina |
| --------------- | --------------------------------------------------------- | -------------------- | ---------------------------- | --------------- | ------- |
| 1.              | „Naša godba‟                                              | M. Lipovšek Schuller | V. Štrucl                    |                 | 3:13    |
| 2.              | „Jubilejna Zidani Most 2002‟                              |                      | V. Štrucl                    |                 | 3:00    |
| 3.              | „Železna cesta‟                                           | M. Ravnikar Jauk     | J. Privšek                   |                 | 2:34    |
| 4.              | „MUSIQUE POUR UN ANNIVERSAIRE: Marche solennelle‟         |                      | P. Bigot                     |                 | 3:06    |
| 5.              | „MUSIQUE POUR UN ANNIVERSAIRE: Souvenirs‟                 |                      |                              |                 | 2:15    |
| 6.              | „MUSIQUE POUR UN ANNIVERSAIRE: Cocktail‟                  |                      |                              |                 | 3:09    |
| 7.              | „Attention à la marche‟                                   |                      | J. Naulais                   |                 | 3:03    |
| 8.              | „It ain't necessarily so‟                                 | I. Gershwin          | G. Gershwin                  | J. de Meij      | 4:17    |
| 9.              | „I will follow him‟                                       |                      | J. W. Stole, D. Roma         | F. Watz         | 3:19    |
| 10.             | „Tacot Rag‟                                               |                      | M. Chapuis                   |                 | 3:39    |
| 11.             | „Con te partirò‟                                          | L. Quarantotto       | F. Sartori                   | W. Hautvast     | 3:42    |
| 12.             | „The exodus song‟                                         |                      | E. Gold                      | J. de Meij      | 3:07    |
| 13.             | „Conquest of Paradise‟                                    | Vangelis             | Vangelis                     | W. Kornmeier    | 5:26    |
| 14.             | „Warriors three‟                                          |                      | E. Siebert                   |                 | 3:52    |
| 15.             | „Ice cream‟                                               |                      | H. Johnson, B. Moll, R. King | A. Müller       | 3:36    |
| 16.             | „30 let‟                                                  | D. Porenta           | J. Privšek                   | L. Leško        | 4:22    |
| 17.             | „Guisganderie harmonie‟                                   |                      | F. Jeanjean, M. Jeanjean     |                 | 2:09    |
| 18.             | „Pesem sužnjev iz opere Nabucco / Slavenkoor uit Nabucco‟ | T. Solera            | G. Verdi                     | W. Meyns        | 4:21    |
| 19.             | „Maršal Foch‟                                             |                      | F. von Suppé                 |                 | 2:34    |
| 20.             | „Kranjsko dekle‟                                          |                      | I. Prešern                   | V. Štrucl       | 2:39    |
| Skupna dolžina: | Skupna dolžina:                                           | Skupna dolžina:      | Skupna dolžina:              | Skupna dolžina: | 68:20   |

## Sodelujoči

### Železničarska godba Zidani most
- Franci Lipovšek – dirigent

### Domžalski komorni zbor
poje na posnetkih: 1, 3, 13 in 18

### Solisti
- Janez Krivec – vokal na posnetkih 1, 11 in 16
- Irena Yebuah – vokal na posnetkih 8 in 11
- Boštjan Cerar – trobenta na posnetku 14
- Dejan Brečko – trobenta na posnetku 14
- Boštjan Župevc – trobenta na posnetkih 14 in 15
- Marko Krajšek – pozavna na posnetku 15
- Janez Benko – klarinet na posnetkih 15 in 17
- Aleš Mlakar – tuba na posnetku 15

### Produkcija
- Dečo Žgur – producent
- Drago Hribovšek – tonski mojster
- Martin Žvelc – digitalno masteriranje
- Bojan Sumrak – oblikovanje